# Fort d'Aubin-Neufchâteau
Pour les articles homonymes, voir Aubin et Neufchâteau.
 (juin 2020).
Si vous disposez d'ouvrages ou d'articles de référence ou si vous connaissez des sites web de qualité traitant du thème abordé ici, merci de compléter l'article en donnant les références utiles à sa vérifiabilité et en les liant à la section « Notes et références ».
Le fort d'Aubin-Neufchâteau est un ouvrage de la ceinture fortifiée de Liège situé à Dalhem dans la province de Liège.

## Historique
Après la chute du fort d'Ében-Émael, le fort d'Aubin-Neufchâteau aidé des forts de Battice et de Barchon, bloque les troupes allemandes durant 11 jours, au prix de sept tués et 20 blessés.
L'ennemi laisse plus de 2 000 hommes devant ses murs. Le fort subit 23 assauts d'infanterie précédés de bombardements d'artillerie et d'aviation.
Les troupes allemandes avoueront avoir subi, devant ce fort après celui du fort de Loncin (Ans en 1914), le plus dur combat d'artillerie du front de l'Ouest.
Le fort résiste jusqu'à épuisement de ses moyens. Tourelles détruites, plus de munitions pour ses défenses rapprochées, le bloc d'entrée est pris de vive force après que la dernière grenade est lancée par les défenseurs.
Le commandant d'Ardenne et quelques officiers veulent continuer le combat dans les galeries, ce qui est refusé par le comité de défense.
Le bloc d'entrée est en partie occupé par l'ennemi. Après deux refus de reddition aux parlementaires, le commandant doit se résoudre à rendre ce qui reste de l'ouvrage, les munitions ayant été épuisées.
La garnison peut sortir en armes, entre une haie d'honneur allemande. Tout ce qui peut servir à l'ennemi avait été détruit.
En 1942, le fort est l'objet d'essais d'armes secrètes allemandes dont l'« obus Röchling », projectile de deux mètres à même de percer 4,50 mètres de béton armé.
Dans les années 1960, le fort fut désarmé à la suite du prélèvement de ses cuirassements.
Vers 1989, une relève aida les anciens de l'équipage à nettoyer le site et à le rouvrir en toute sécurité au public.
Le fort est toujours un domaine militaire géré par des bénévoles qui ont connu les anciens de la garnison et dont la mission est de perpétuer le souvenir de ces braves.

## Liens

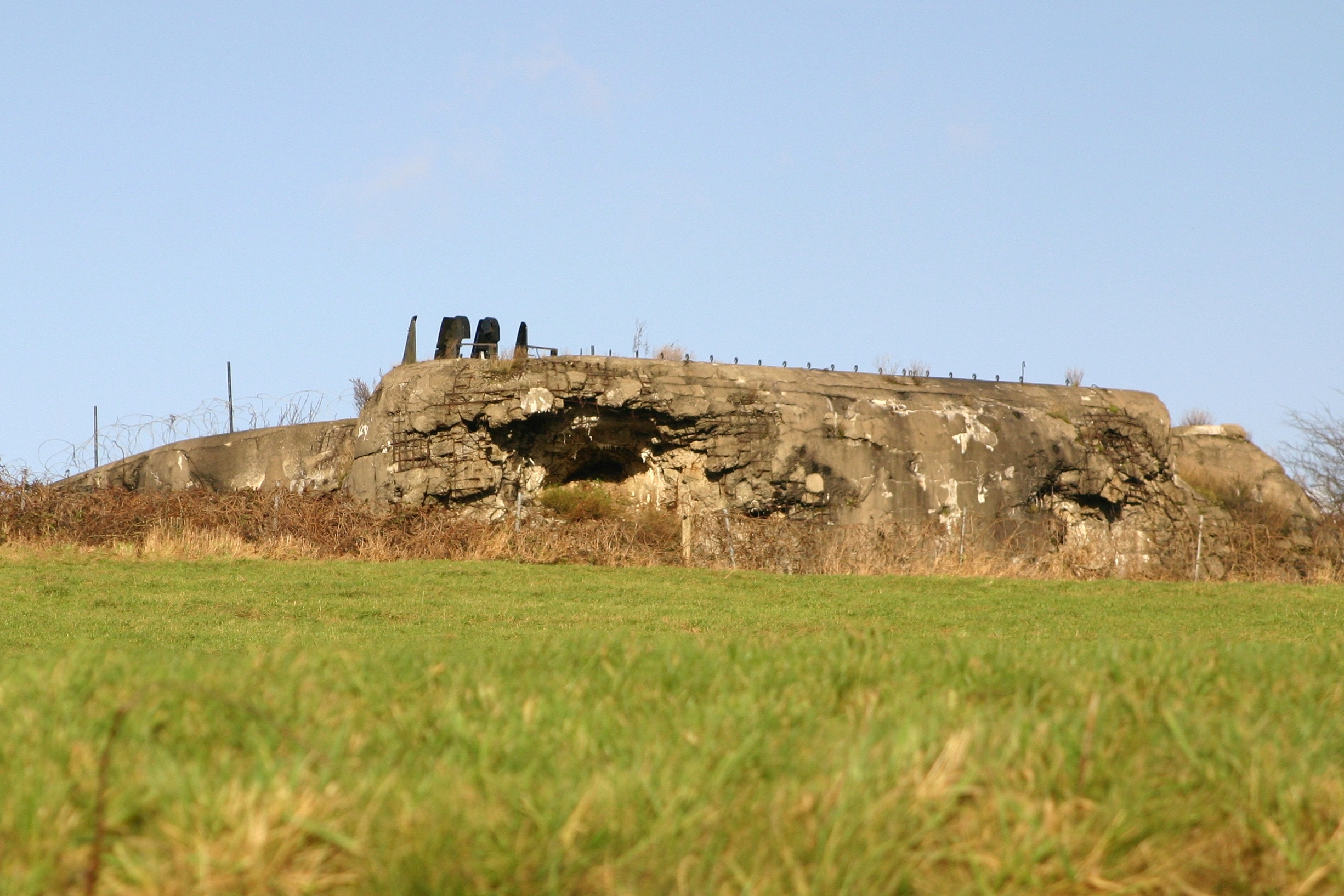